# Campionato mondiale militare di scherma 1992
Il Campionato mondiale militare di scherma del 1992 ("1992 World Military Fencing Championships") è stato organizzato dalla Federazione internazionale della scherma e si è svolto a Nimes in Francia dal 1º all'8 settembre.
Nel fioretto, si sono aggiudicati i titoli di campione e campionessa mondiale militare il russo Dimitri Chevtchenko, e la connazionale Bella Zilinachvili.
Nella spada hanno trionfato il russo Valerij Zacharevič tra gli uomini, e la polacca Iwona Kowalewska tra le donne.
Nella sciabola successo del russo Grigorij Kirienko.
Nel campionato mondiale militare a squadre maschili, la nazionale polacca ha vinto nel fioretto, la nazionale russa nella spada, ed infine la nazionale polacca nella sciabola.
Nel campionato mondiale militare a squadre femminili, la nazionale russa ha vinto nel fioretto, mentre la Polonia ha vinto nella spada.

## Podi

### Uomini
| Specialità  | Oro                         | Argento | Bronzo |
| Individuali |                             |         |        |
| Fioretto    | Dimitri Chevtchenko         | -       | -      |
| Spada       | Valerij Zacharevič          | -       | -      |
| Sciabola    | Grigorij Kirienko           | -       | -      |
| A squadre   |                             |         |        |
| Fioretto    | Polonia -                   | -       | -      |
| Spada       | Russia Valerij Zacharevič - | -       | -      |
| Sciabola    | Polonia -                   | -       | -      |

### Donne
| Specialità  | Oro                         | Argento | Bronzo |
| Individuali |                             |         |        |
| Fioretto    | Bella Zilinachvili          | -       | -      |
| Spada       | Iwona Kowalewska            | -       | -      |
| A squadre   |                             |         |        |
| Fioretto    | Russia Bella Zilinachvili - | -       | -      |
| Spada       | Polonia Iwona Kowalewska -  | -       | -      |